# Kanton Chambley-Bussières
Chambley-Bussières is een voormalig kanton van het Franse departement Meurthe-et-Moselle. Het was het zuidelijkst gelegen kanton van het arrondissement Briey.
Op 22 maart 2015 werd het kanton opgeheven. De gemeenten bleven onder het arrondissement Briey vallen. Onville Villecey-sur-Mad en Waville werden overgeheveld naar het kanton Pont-à-Mousson dat verder in het arrondissement Nancy ligt, de overige gemeenten gingen op in het, binnen het arrondissement Briey nieuw gevormde, kanton Jarny.

## Gemeenten
Het kanton Chambley-Bussières omvatte de volgende gemeenten:
- Chambley-Bussières (hoofdplaats)
- Dampvitoux
- Hagéville
- Mars-la-Tour
- Onville
- Puxieux
- Saint-Julien-lès-Gorze
- Sponville
- Tronville
- Villecey-sur-Mad
- Waville
- Xonville